# Лоран Гарније
Лоран Гарније (фр. Laurent Garnier; Булоњ Бијанкур, 1. фебруара 1966) је продуцент и диск-џокеј електронске музике.

## Биографија
Лоран Гарније рођен је у Француској и познат је под надимком Choice. Као ди-џеј почео је са радом у Манчестеру крајем осамдесетих. У наредној деценији имао је широк стилски распон обухватајући правце музике као што су  хаус музика, детроитски техно, тренс и џез. Продукцијским радом почео је да се бави почетком деведесетих и снимио је неколико албума.

## Почеци
Године 1984, Гарније почиње да ради као конобар у Француској амбасади у Лондону. Прве свирке радио је са ди-џеј Нелсоном и ди-џеј Стеном у француском клубу. Остао је тамо годину и шест месеци пре него што се 1986 преселио у Манчестер. Живећи у Енглеској препознао је покрет хаус сцене.

## Каријера
Године 1987. открио је ноћни клуб Хацијенду у Манчестеру, где упознаје Мајка Пикеринга (енгл. Mike Pickering), једног од водећих ди-џејева тог времена. Гарније почиње са миксингом под именом Ди-џеј Педро. Године 1988. враћа се у Француску да одслужи обавезан војни рок. Опробао се неко време у Њујорку где је упознао Френкија Наклса. Раних деведесетих усмерио је своју пажњу радећи јутарње  журке (енгл. Wake up) у клубу Рекс у Паризу три године. Године 1992. радио је викенд сетове у ноћном клубу Сер Хенри у граду Корк. Први албум настао је 1995. године. Његов други албум 30 настаје 1997. године. Један од најпродаванијих синглова је енгл. Crispy Bacon. Албум 30 праћен је ретроспективом ранијих радова. Након наступа по целом свету Гарније се враћа продукцији, ради на следећем албуму реализованом почетком 2000. године који укључује једну од најпознатијих песама енгл. The Man with the Red Face. Он је први представник електронске музике који је наступио у концертној дворани Плејел 2010. године у Паризу. Компоновао је и музику за модерни балет.

## Албуми
- Shot in the Dark (1994), F Communications
- Raw Works (US only compilation) (1996), Never Recordings
- 30 (1997), F Communications PIAS Recordings|PIAS France
- Unreasonable Behaviour (2000), F Communications
- Early Works (compilation) (1998), Arcade
- The Cloud Making Machine (2005), F Communications/PIAS
- Retrospective 1994 – 2006 (compilation) (2006), F Communications/PIAS (with Håkon Kornstad)
- Public Outburst (live album) (2007)
- Tales of a Kleptomaniac (2009), PIAS
- HOME box (2015), F Communications

## Синглови
| Title                                                   | Year | Peak chart positions | Peak chart positions |
| Title                                                   | Year | FR                   | UK                   |
| ------------------------------------------------------- | ---- | -------------------- | -------------------- |
| Astral Dreams (with F Communications)                   | 1994 | —                    | 85                   |
| Crispy Bacon (with F Communications)                    | 1997 | —                    | 60                   |
| Flashback (with F Communications)                       | 1998 | —                    | 82                   |
| Coloured City (with F Communications)                   | 2000 | 100                  | 98                   |
| Mega Single: Techno                                     | 2003 | 95                   | —                    |
| The Sound of the Big Babou (with F Communications)      | 2003 | —                    | 92                   |
| Man with the Red Face (with F Communications)           | 2005 | —                    | 65                   |
| Gnanmankoudji                                           | 2009 | 99                   | —                    |
| Greed/The Man with the Red Face (with F Communications) | 2009 | —                    | 36                   |